# 古學
古學，江戸時代儒教的一派，以山鹿素行、伊藤仁齋与荻生徂徠为代表。
這派主张要按古文原意看經典，特别反对理學。这派也是日本國學的先驱，后来被幕府以敗坏风俗为由禁止。